# Internazionali d'Italia 1930 - Doppio femminile
Il doppio femminile degli Internazionali d'Italia 1930, prima edizione del torneo di tennis, ha avuto come vincitrici la tennista spagnola Lilí de Álvarez e l'italiana Lucia Valerio che hanno battuto in finale le francesi Leyla Claude-Anet e Arlette Neufeld per 7-5, 7-5.

## Tabellone

### Legenda
| - Q = Qualificato - WC = Wild card - LL = Lucky loser | - ALT = Alternate - SE = Special Exempt - PR = Protected Ranking | - w/o = Walkover - r = Ritirato - d = Squalificato |

### Fase finale
|  | Quarti di finale                  | Quarti di finale                  | Quarti di finale                  | Quarti di finale                 | Quarti di finale |  |  | Semifinali                        | Semifinali                        | Semifinali                        | Semifinali                        | Semifinali                        |   |   | Finale                        | Finale                        | Finale                        | Finale | Finale |  |
|  |                                   |                                   |                                   |                                  |                  |  |  |                                   |                                   |                                   |                                   |                                   |   |   |                               |                               |                               |        |        |  |
|  | Lilí de Álvarez Lucia Valerio     | Lilí de Álvarez Lucia Valerio     | Lilí de Álvarez Lucia Valerio     | 6                                | 6                |  |  |                                   |                                   |                                   |                                   |                                   |   |   |                               |                               |                               |        |        |  |
|  | Ucci Manzutto Madeline O' Neill   | Ucci Manzutto Madeline O' Neill   | Ucci Manzutto Madeline O' Neill   | 0                                | 2                |  |  | Lilí de Álvarez Lucia Valerio     | Lilí de Álvarez Lucia Valerio     | Lilí de Álvarez Lucia Valerio     | 6                                 | 6                                 |   |   |                               |                               |                               |        |        |  |
|  | Anna Luzzatti Maud Rosenbaum      | Anna Luzzatti Maud Rosenbaum      | Anna Luzzatti Maud Rosenbaum      | 6                                | 6                |  |  | Anna Luzzatti Maud Rosenbaum      | Anna Luzzatti Maud Rosenbaum      | Anna Luzzatti Maud Rosenbaum      | 2                                 | 1                                 |   |   |                               |                               |                               |        |        |  |
|  | E. Clerici Carmelita Viganò       | E. Clerici Carmelita Viganò       | E. Clerici Carmelita Viganò       | 3                                | 2                |  |  |                                   |                                   |                                   |                                   |                                   |   |   | Lilí de Álvarez Lucia Valerio | Lilí de Álvarez Lucia Valerio | Lilí de Álvarez Lucia Valerio | 7      | 7      |  |
|  | Leyla Claude-Anet Arlette Neufeld | Leyla Claude-Anet Arlette Neufeld | Leyla Claude-Anet Arlette Neufeld | 6                                | 6                |  |  |                                   |                                   | Leyla Claude-Anet Arlette Neufeld | Leyla Claude-Anet Arlette Neufeld | Leyla Claude-Anet Arlette Neufeld | 5 | 5 |                               |                               |                               |        |        |  |
|  | Giuliana Grioni S. Peretti        | Giuliana Grioni S. Peretti        | Giuliana Grioni S. Peretti        | 3                                | 4                |  |  | Leyla Claude-Anet Arlette Neufeld | Leyla Claude-Anet Arlette Neufeld | Leyla Claude-Anet Arlette Neufeld | 6                                 | 9                                 |   |   |                               |                               |                               |        |        |  |
|  | Giulia Perelli Rosetta Gagliardi  | Giulia Perelli Rosetta Gagliardi  | Giulia Perelli Rosetta Gagliardi  | Giulia Perelli Rosetta Gagliardi | w/o              |  |  | Giulia Perelli Rosetta Gagliardi  | Giulia Perelli Rosetta Gagliardi  | Giulia Perelli Rosetta Gagliardi  | 2                                 | 7                                 |   |   |                               |                               |                               |        |        |  |
|  | B. Clerici Gabriella Malenchini   |                                   |                                   |                                  |                  |  |  |                                   |                                   |                                   |                                   |                                   |   |   |                               |                               |                               |        |        |  |